# La Dernière Année
Albums de Gérald de Palmas
Les Lois de la nature
(1997)
Singles
1. Sur la route
Sortie : 27 septembre 1994
2. Comme une ombre
Sortie : 1995
3. Sans recours
Sortie : 1995

La dernière année est le premier album de Gérald de Palmas sorti en 1994. Dans cet album figure la chanson la plus connue de ses fans, Sur la route.

## Liste des chansons
Toutes les chansons sont écrites et composées par Gérald de Palmas sauf indication.
| No  | Titre               | Auteur                        | Durée |
| --- | ------------------- | ----------------------------- | ----- |
| 1.  | Sans recours        |                               | 3:56  |
| 2.  | Sur la route        |                               | 3:41  |
| 3.  | Si j'étais vous     | Gérald de Palmas, Mikaël Sala | 4:31  |
| 4.  | Comme une ombre     |                               | 4:16  |
| 5.  | Vérité              |                               | 4:02  |
| 6.  | À peine de la peine | Gérald de Palmas, Mikaël Sala | 4:43  |
| 7.  | Mon alter ego       |                               | 4:03  |
| 8.  | La Malédiction      | Gérald de Palmas, Mikaël Sala | 3:45  |
| 9.  | La Dernière Année   |                               | 3:53  |
| 10. | Ici ou ailleurs     | Gérald de Palmas, Mikaël Sala | 4:39  |
| 11. | Le jour viendra     |                               | 3:47  |

## Personnel
- Bertrand Bonello - piano électrique
- Pascal B. Carmen - guitare
- Gérald de Palmas - arrangeur, chanteur, basse, guitare
- André Margail - guitare acoustique
- Steve Prestage - ingénieur son
- Mikaël Sala - batterie
- Bernard Viguié - basse

## Classements
| Pays   | Meilleure position |
| ------ | ------------------ |
| France | 50                 |